# Elias Martin
Elias Martin (Estocolmo, 1 de janeiro de 1739 – 25 de janeiro de 1818) foi um pintor e artista gráfico sueco, que se notabilizou pelas suas paisagens realistas e pelas suas aguarelas.

É considerado o grande intérprete da natureza na pintura sueca do séc.XVIII, produzindo paisagens vigorosas em que a luz, o ar, as árvores, ocupam o primeiro plano, deixando antever as atmosferas românticas do século seguinte. 

## Galeria

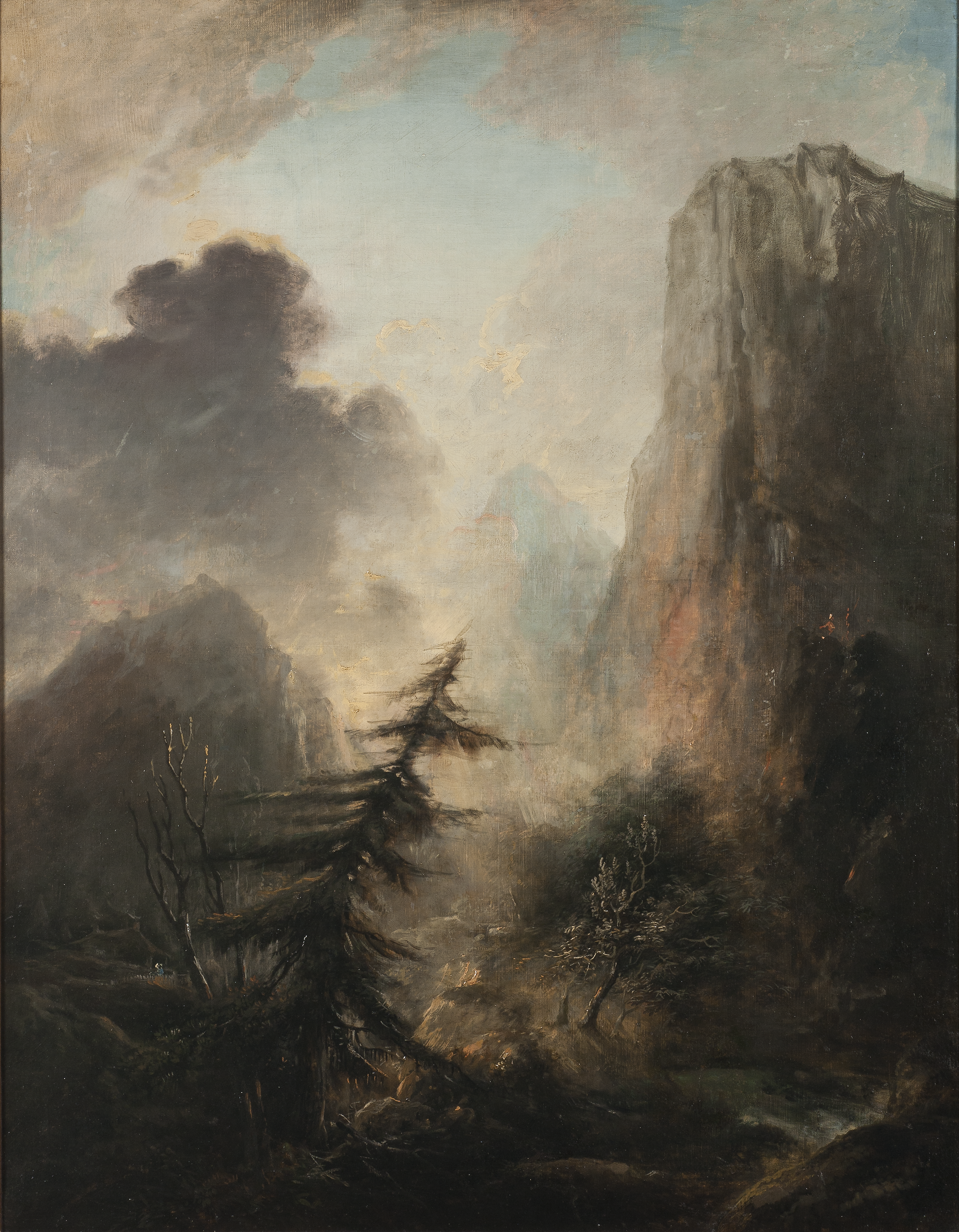
Paisagem romântica com pinheiro (Romantiskt landskap med gran) (1780)
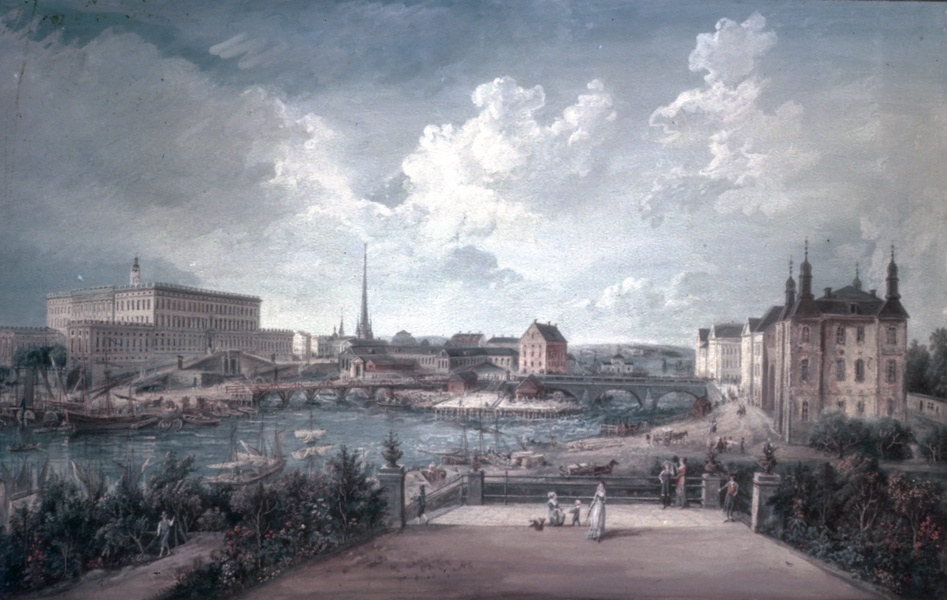
Vista de Estocolmo (Stockholmsvy) (ca. 1800) Museu Nacional de Belas-Artes da Suécia, em Estocolmo
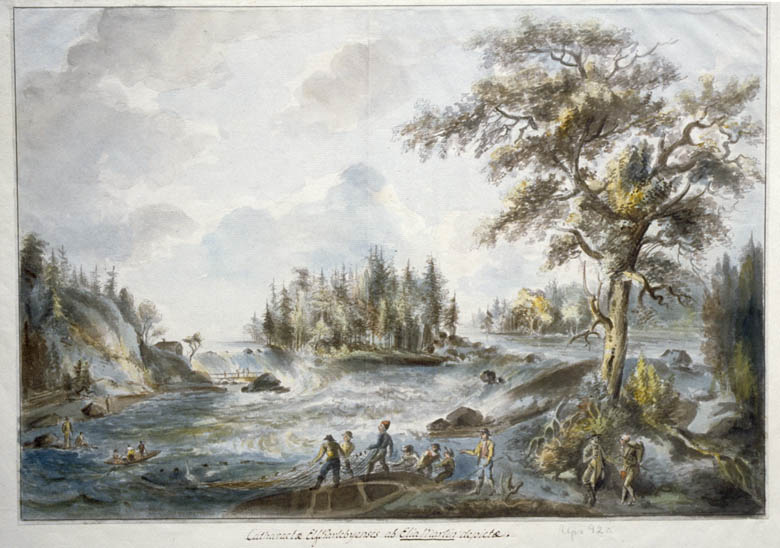
Vista das Quedas de água de Älvkarleby, por volta de 1790 (Vy över Älvkarlebyfallen på 1790-talet) (ca. 1790)
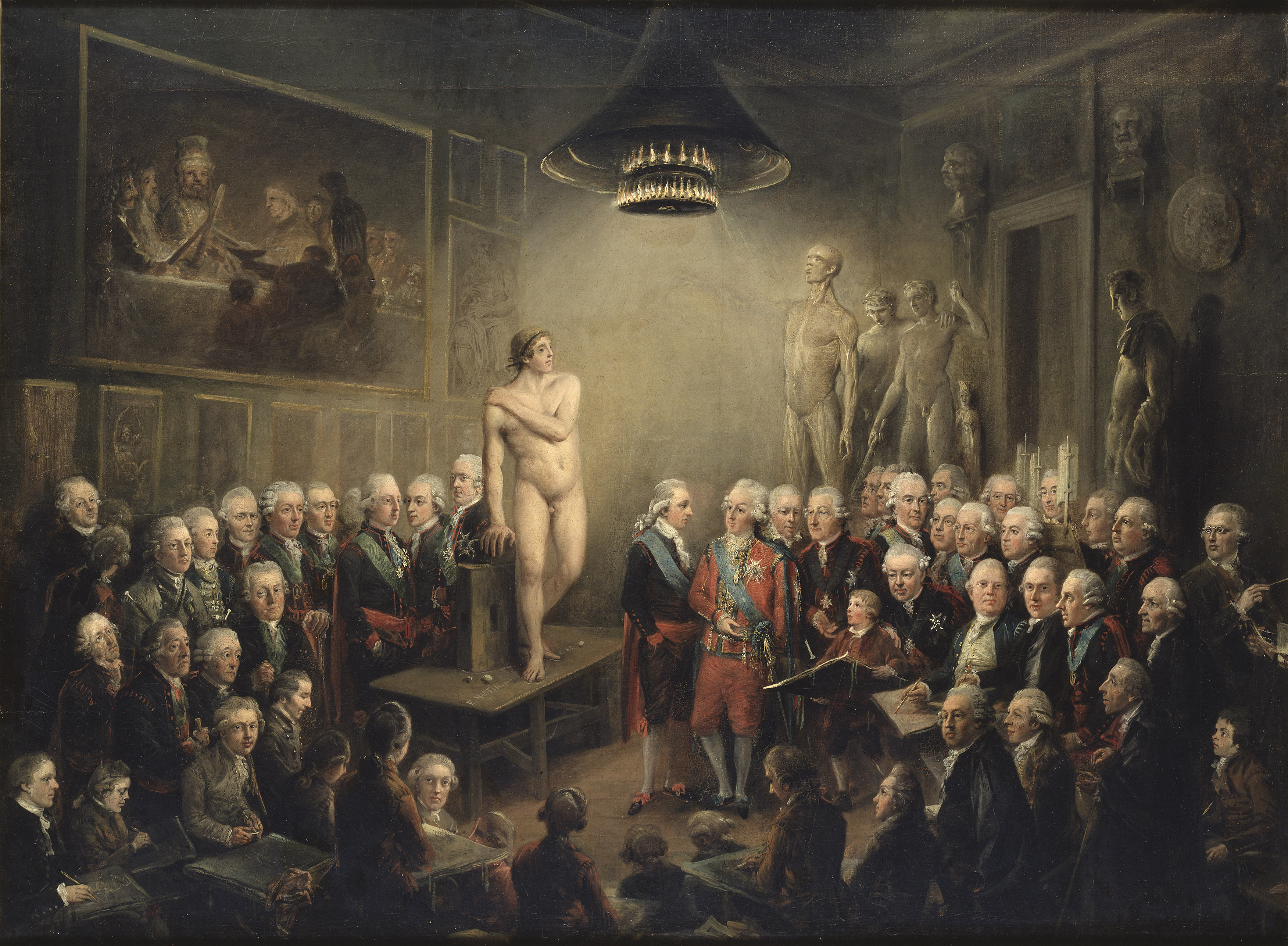
Visita de Gustavo III à Real Academia de Arte (Gustav III:s besök i Konstakademien) (1780) Museu Nacional de Belas-Artes da Suécia, em Estocolmo